# Thalheim/Erzgeb.
Thalheim/Erzgeb. (Thalheim/Erzgebirge) ist eine Stadt im sächsischen Erzgebirgskreis.

## Geografie
Die Stadt liegt am Fluss Zwönitz im Zwönitztal, ungefähr 5 km östlich der Stadt Stollberg und 15 km südlich von Chemnitz in den unteren Höhenlagen des Erzgebirges.
Den höchsten Punkt der Stadt bildet die Tabakstanne mit ca. 560 Meter über NN.

### Nachbargemeinden
| Niederdorf        | Jahnsdorf/Erzgeb.                           | Burkhardtsdorf        |
| Stollberg/Erzgeb. | Kompassrose, die auf Nachbargemeinden zeigt | Gornsdorf             |
| Brünlos (Zwönitz) | Zwönitz                                     | Hormersdorf (Zwönitz) |

## Geschichte

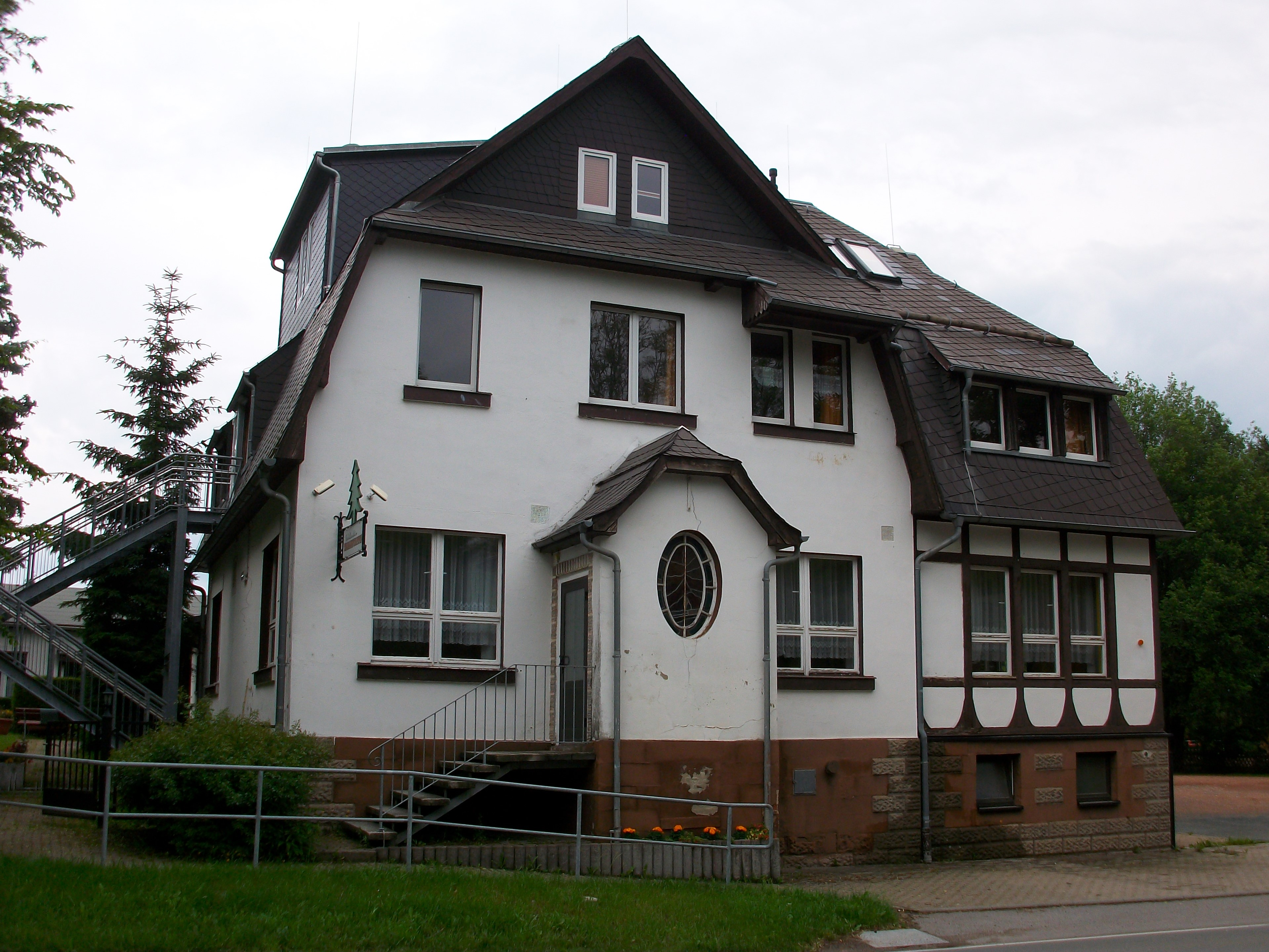
Bildungs- und Freizeitzentrum Tabakstanne Thalheim (Erzgeb.)

Thalheim war ursprünglich ein Waldhufendorf. Es entstand am Ende des 12. Jahrhunderts und wurde 1447 erstmals urkundlich erwähnt. Angenommener Gründungszeitpunkt ist das Jahr 1184. Der ursprüngliche Siedlungskern gruppierte sich um die erste Thalheimer Kirche, deren Standort vermutlich zwischen dem Pfarrhaus und dem gegenüberliegenden Friedhof lag. Heute führt die Chemnitzer Straße (B 180) über diese Stelle.
Mit der Zeit dehnte sich der Ort im Tal aus. Später zog sich die Bebauung die flacheren Hänge der Nebentäler hinauf. Ab 1799 wurde in der Grube „Unvermuthet Glück samt Wille Gottes“ Arsenkies abgebaut. Aufgrund seiner besonderen Güte erhielt der abgebaute Arsenkies im Jahr 1866 den Namen Thalheimit verliehen. Nach Clemens Winkler enthält Thalheimit 34,02 % Eisen, 44,00 % Arsen, 19,77 % Schwefel und 0,92 % Bergart. Die Strumpfwirkerei lässt sich mit dem ersten Strumpfwirker Melchior Hahn im Jahr 1730 nachweisen.
Thalheim wurde erst durch die Strumpfindustrie zur Stadt. Infolge eines massiven Aufschwungs zog der Ort seit dem letzten Drittel des 19. Jahrhunderts viele Zuwanderer an. Die Verleihung des Stadtrechts 1925 trug dieser Entwicklung Rechnung. Zu Spitzenzeiten produzierten 52 Betriebe Textilien, vor allem Strumpfwaren. Nach dem Zweiten Weltkrieg erholte sich die Wirtschaft langsam. Allerdings wurde nach und nach ein Konzentrationsprozess staatlich verordnet, der schließlich alle Strumpfwirkereien in einem großen Kombinat aufgehen ließ – dem VEB Strumpfkombinat ESDA Thalheim.
Damit hatte einer der größten Betriebe der DDR hier seinen Hauptsitz, wenngleich er noch Zweigstellen in vielen Orten des jetzigen Erzgebirgskreises unterhielt. Durch den Wegfall der Absatzmärkte in der Strumpfwirkerei in der Nachwendezeit kam es zum Verlust vieler Arbeitsplätze mit negativen Folgen für die ganze Stadt. Mangels anderer größerer Betriebe gerieten die Menschen in Not, ebenso wie der städtische Haushalt. Bis 2010 wurden viele der alten Fabrikgebäude abgerissen.
Entwicklung der Einwohnerzahl (ab 1960 31. Dezember):
| - 1552: 02293 - 1631: 01407 - 1824: 01050 - 1834: 01474 - 1840: 01821 - 1850: ca. 2300 - 1889: ca. 5000 - 1912: knapp 8000 - 1925: 08149 - 1938: mehr als 9000 - 1946: 095021) - 1950: 10.4462) | - 1960: 09279 - 1971: 08882 - 1981: 09819 - 1984: 10.092 - 1987: 09845 - 1989: 09284 - 1990: 09038 - 1991: 8798 - 1992: 8718 - 1993: 8606 - 1994: 8735 - 1995: 8640 | - 1996: 8519 - 1997: 8481 - 1998: 8319 - 1999: 8007 - 2000: 7877 - 2001: 7828 - 2002: 7756 - 2003: 7670 - 2004: 7591 - 2005: 7439 - 2006: 7344 - 2007: 7231 | - 2008: 7081 - 2009: 6978 - 2010: 6983 - 2011: 6809 - 2012: 6710 - 2013: 6617 - 2014: 6540 - 2015: 6457 - 2016: 6285 - 2017: 6127 - 2018: 6117 - 2019: 5952 | - 2020: 5968 - 2021: 5987 - 2022: 5948 - 2023: 5943 |

Datenquelle ab 1984: Statistisches Landesamt des Freistaates Sachsen
1) 29. Oktober
2) 31. August

## Politik

### Stadtrat
Der Stadtrat von Thalheim besteht aus insgesamt 16 Mitgliedern; darin eingeschlossen ist der direkt gewählte Bürgermeister. Die Stadtratswahl vom 9. Juni 2024 führte zur nebenstehenden Sitzverteilung. Frühere Wahlen sind tabellarisch aufgelistet.
| Stadtrat ab 2024Insgesamt 16 Sitze - FWU: 8 - CDU: 6 - AfD: 2 Die AfD kann zwei Sitze nicht besetzen. Der Stadtrat verkleinert sich entsprechend. | Liste                            | 2024   | 2024   | 2019   | 2019   | 2014   | 2014   |
| Stadtrat ab 2024Insgesamt 16 Sitze - FWU: 8 - CDU: 6 - AfD: 2 Die AfD kann zwei Sitze nicht besetzen. Der Stadtrat verkleinert sich entsprechend. | Liste                            | Sitze  | in %   | Sitze  | in %   | Sitze  | in %   |
| Stadtrat ab 2024Insgesamt 16 Sitze - FWU: 8 - CDU: 6 - AfD: 2 Die AfD kann zwei Sitze nicht besetzen. Der Stadtrat verkleinert sich entsprechend. | Freie Wählerunion e. V. Thalheim | 8      | 44,2   | 8      | 41,3   | 6      | 31,4   |
| Stadtrat ab 2024Insgesamt 16 Sitze - FWU: 8 - CDU: 6 - AfD: 2 Die AfD kann zwei Sitze nicht besetzen. Der Stadtrat verkleinert sich entsprechend. | CDU                              | 6      | 33,7   | 5      | 29,4   | 8      | 41,7   |
| Stadtrat ab 2024Insgesamt 16 Sitze - FWU: 8 - CDU: 6 - AfD: 2 Die AfD kann zwei Sitze nicht besetzen. Der Stadtrat verkleinert sich entsprechend. | AfD                              | 2      | 22,1   | 2      | 16,7   | –      | –      |
| Stadtrat ab 2024Insgesamt 16 Sitze - FWU: 8 - CDU: 6 - AfD: 2 Die AfD kann zwei Sitze nicht besetzen. Der Stadtrat verkleinert sich entsprechend. | Linke                            | –      | –      | 2      | 12,6   | 2      | 15,2   |
| Stadtrat ab 2024Insgesamt 16 Sitze - FWU: 8 - CDU: 6 - AfD: 2 Die AfD kann zwei Sitze nicht besetzen. Der Stadtrat verkleinert sich entsprechend. | SPD                              | –      | –      | –      | –      | 2      | 11,7   |
| Stadtrat ab 2024Insgesamt 16 Sitze - FWU: 8 - CDU: 6 - AfD: 2 Die AfD kann zwei Sitze nicht besetzen. Der Stadtrat verkleinert sich entsprechend. | Wahlbeteiligung                  | 66,6 % | 66,6 % | 62,7 % | 62,7 % | 49,2 % | 49,2 % |

### Bürgermeister
Die Bürgermeisterwahl fand am 23. Juni 2013 statt. Im zweiten Wahlgang setzte sich Nico Dittmann mit 51,6 Prozent der gültigen Stimmen gegen seinen Mitbewerber durch. Im Jahr 2020 wurde Dittmann ohne Gegenkandidat wiedergewählt.
| Wahl | Bürgermeister | Vorschlag | Wahlergebnis (in %) |
| ---- | ------------- | --------- | ------------------- |
| 2020 | Nico Dittmann | Dittmann  | 97,4                |
| 2013 | Nico Dittmann | Dittmann  | 51,6                |
| 2006 | René Kühn     | SPD       | 83,3                |
| 1999 | René Kühn     | SPD       | 77,8                |
| 1994 | Artur Dietze  | CDU       | 48,8                |
| 1990 | Martin Vogler | CDU       |                     |

### Partnerkommunen
Seit 1992 besteht eine Städtepartnerschaft mit dem Markt Roßtal in Mittelfranken. Im April 2016 wurde zudem die offizielle Partnerschaft mit dem tschechischen Bečov nad Teplou im Karlovarský kraj beschlossen.
Ferner werden Partnerschaften im Rahmen der internationalen T(h)alheimer Treffen mit zahlreichen Gemeinden und Orten mit dem Namen Thalheim, Talheim oder Dalheim in Deutschland, Österreich, der Schweiz und Luxemburg sowie Roșia (Sibiu) in Rumänien, dessen Teilort Daia auf Deutsch ebenfalls Thalheim heißt, gepflegt. In den Jahren 1991, 2005 und 2017 fanden die Treffen im erzgebirgischen Thalheim statt.

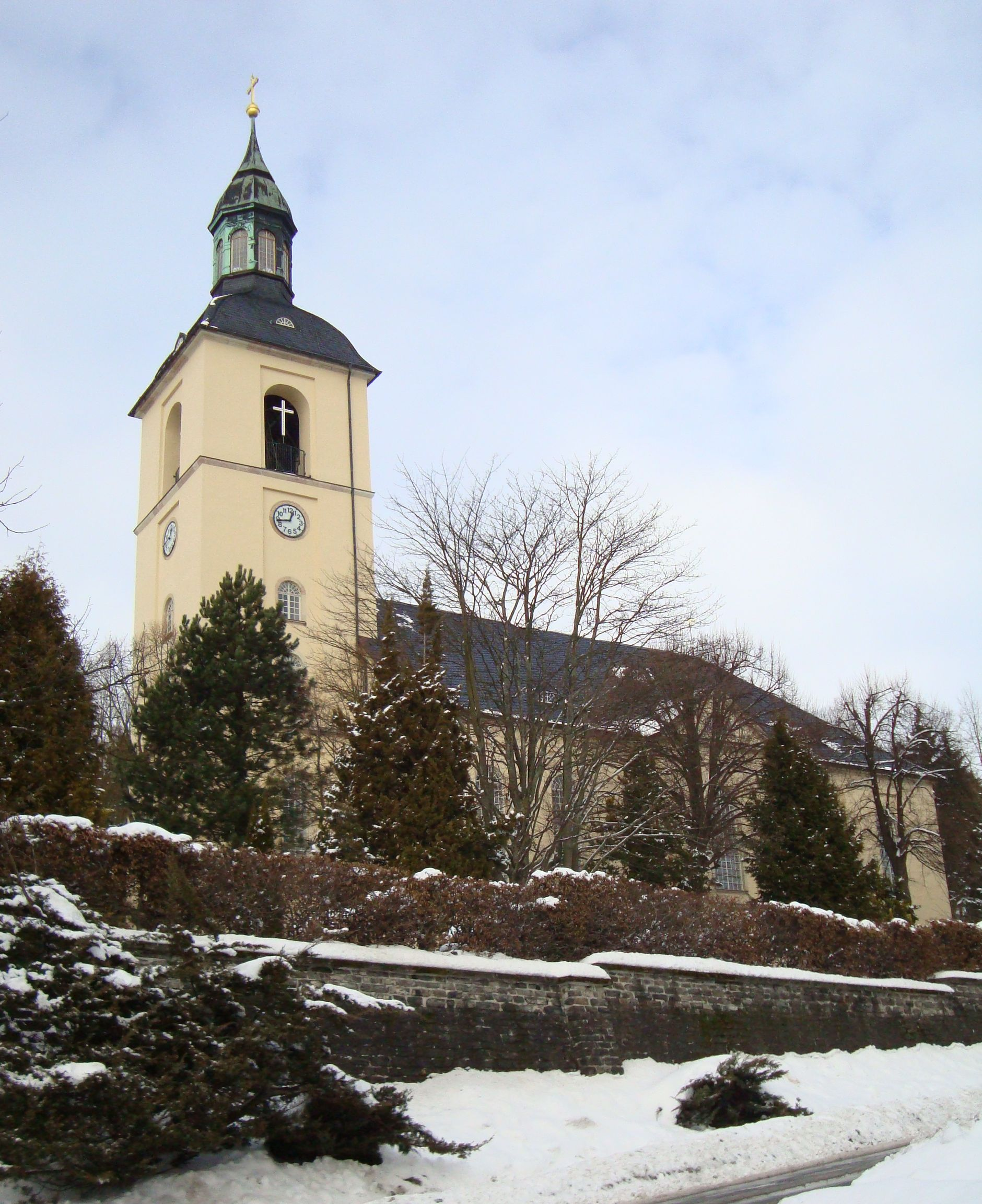
Kirche

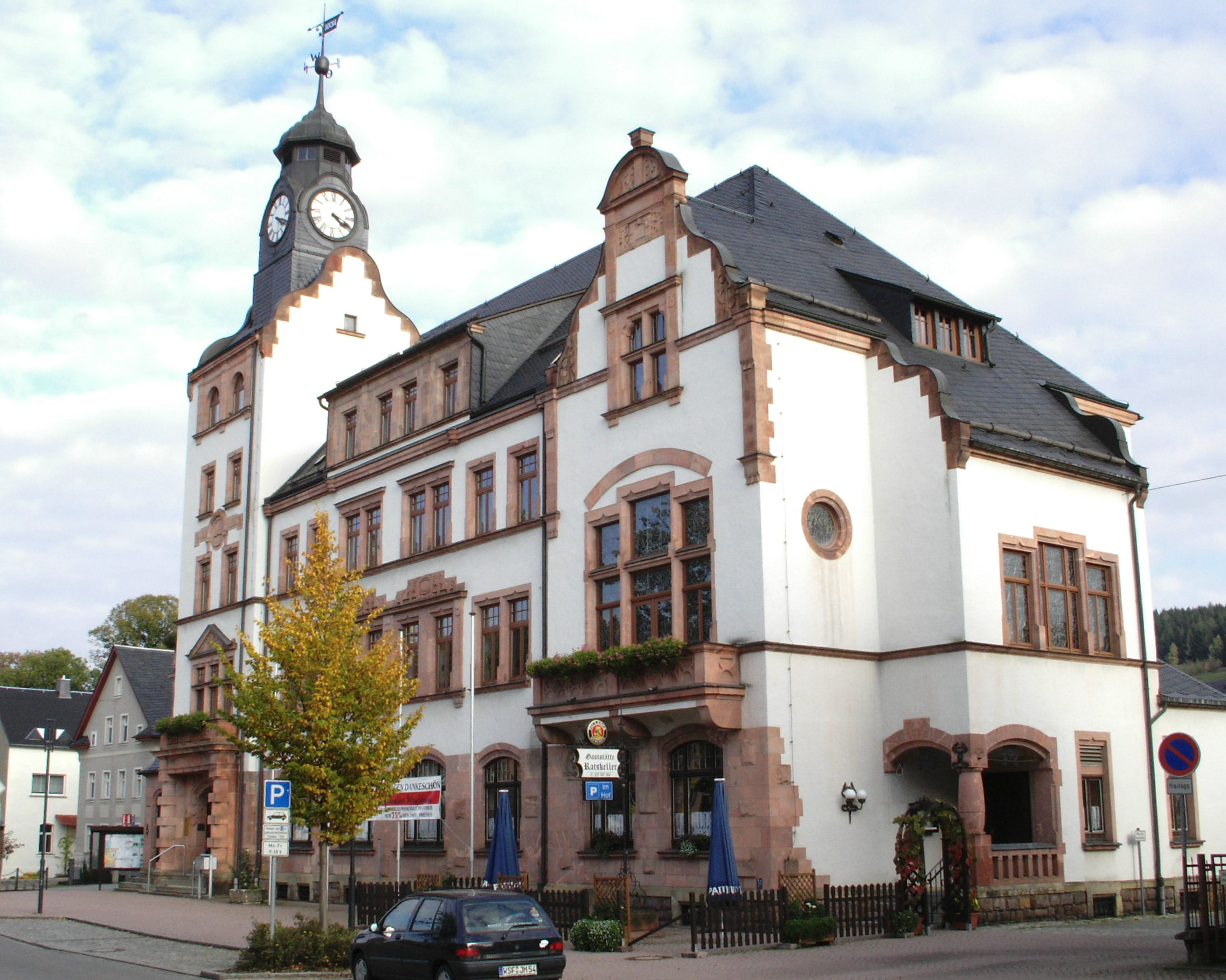
Rathaus

## Kultur und Sehenswürdigkeiten

### Bauwerke
- Die Evangelisch-lutherische Kirche ist eines der Wahrzeichen der Stadt Thalheim. Sie wurde am 10. November 1850 nach einer Bauzeit von nur 16 Monaten eingeweiht. Der Kirchenbaumeister Christian Friedrich Uhlig erbaute sie im Stile des Klassizismus. Die Kirche ist 39 Meter lang und besitzt einen 48 Meter hohen Glockenturm mit 5 Glocken. Eine Besonderheit stellt die romantische Kirchenorgel dar, welche von der traditionsreichen Firma Jehmlich 1922 hergestellt und eingebaut wurde, nachdem die ursprüngliche Göthel-Orgel im Ersten Weltkrieg zerstört worden war.
- Das „Thalheimer Rathaus“: Im Februar 1906 bestätigte der Gemeinderat die Empfehlungen des Bauausschusses, ein neues Verwaltungsgebäude mit Ratskellerwirtschaft und Posthalterei zu errichten. Für das Thalheimer Vorhaben konnte der Architekt Ernst Beier aus Chemnitz interessiert werden. Gleich der erste Entwurf gefiel den Gemeinderäten. Thalheim kam nach der Kirche zu einem zweiten stattlichen Gebäude, dass die Ortsansicht prägt und inzwischen unter Denkmalschutz steht. Das attraktive Rathaus, dem der Rochlitzer Porphyr vor allem außen und Elemente des Jugendstiles innen das Gepräge geben, war für dörfliche Verhältnisse etwas reichlich bemessen. Kleinod ist der Ratssaal mit seinen bleiverglasten Fenstern, deren Schwarzlotmalerei farblich, wie auch symbolisch, Motive der Infrastruktur und Weltoffenheit repräsentieren. Die freigelegte und aufgearbeitete Kassettendecke sowie die in Kammerzugtechnik gestalteten Wände ergeben mit weiteren Details (Säulen, Leuchter, Gemälde) einen wahrhaft ehrwürdigen Raum, in dem Ratssitzungen, Eheschließungen und kleine Konzerte stattfinden.
- Die historische Ölmühle „Wiesenmühle“ wartet nach einer erfolgreichen Restaurierung mit einem voll funktionstüchtigen Mahl- und Stampfwerk auf. Erstmals wurde sie im Jahre 1577 urkundlich erwähnt, 1838 erfolgte dann der Einbau des Mühlwerks. Heute ist sie ein Technisches Museum und steht unter Denkmalschutz. Im Nebenhaus befindet sich außerdem ein Café mit angeschlossener Pension.

### Naturschutz
- Siehe auch: Liste der Naturdenkmale in Thalheim/Erzgeb.

### Ausflugsziele
- Das idyllische „Heimateck Rentners Ruh“ ist ein zentraler Ausflugspunkt für Einheimische und Touristen. Die Anlage am Naturlehrpfad „Pionierweg“ besteht außer einer zentralen Blockhütte mit gastronomischer Betreuung auch aus einer Miniaturanlage. Diese stellt historische Thalheimer Gebäude aus, in welchen Personen oder Konstruktionen mithilfe der Wasserkraft des anliegenden Baches bewegt werden. Außerdem finden am Heimateck alljährlich verschiedene kulturelle Veranstaltungen statt.
- Der restaurierte Bergwerksstollen „Wille Gottes“ ist seit 1998 für Besucher geöffnet. Im seit 1510 existierenden Stollen wurde einst nach Silbererz und später erfolgreich nach Arsenkies gegraben. Dieser Kies bekam aufgrund seiner besonderen Güte den Sondernamen „Thalheimit“. Nach 1846 jedoch erlosch der Grubenbetrieb aufgrund des Bankrotts des Abnehmerbetriebs. Seit 1994 wurde die Grube wieder für museale Zwecke erschlossen und Teile der Bergwerksanlagen in Stand gesetzt. Auch eine Schutzhütte wurde vor dem Stollen errichtet.
- Die „Neukirchner Villa“ bietet vielfältige Kulturveranstaltungen, insbesondere Kleinkunst, im historischen Ambiente an. Es stehen Seminarräume und ein Trausaal des örtlichen Standesamtes zur Verfügung.[10]
- Das ehemalige Sport- und Erlebnisbad ist seit 31. August 2014 geschlossen.
- Zwischen ehemaligen Erzgebirgsbad und Sportpark liegt der „Waldcampingplatz“.
- Der „Sportpark Thalheim“ bietet vier Tennis- und zwei Badmintonplätzen, zwei Kegelbahnen, Fitnessbereich mit kleiner Sauna und  separat zugänglich einen geschlossenen 50-m-Schießstand, zudem Restaurant und Sportlerunterkunft.
- Bildungs- und Freizeitzentrum Tabakstanne am Eisenweg

Weitere Ziele
- „Forzbachl“-Quelle
- „Schwarzes Kreuz“
- Christelgrundteich
- Osterbrunnen und Erntekrone (im Herbst)

### Gedenkstätten
- Ein VdN-Ehrenhain in der Nähe des Sportplatzes und ehemaligen Erzgebirgsbades erinnert an alle Opfer des Faschismus.
- Ein Gedenkstein neben dem Ehrenhain erinnert an den Kommunisten Max Helbig, der am 1. Mai 1945 erschossen wurde.
- Ein weiterer Gedenkstein an gleicher Stelle erinnert an ungeborenes Leben.

### Sport
- Ringerverein Thalheim e. V. (nach Auflösung der 2. Bundesliga in der Mitteldeutschen Regionalliga)
- SV Tanne Thalheim: Abteilungen Fußball (Bezirksliga), Handball (1. Bezirksklasse), Tischtennis, Schwimmen, Schach, Volleyball, Turnen, Ski u. a.
- MSC Thalheim (Motorrad- und Fahrradtrial)

## Wirtschaft und Infrastruktur

### Wirtschaft
Thalheim liegt im Ballungsraum Chemnitz-Zwickau, einem der drei industriellen Ballungsräumen in Sachsen. Im Ort wird die Wirtschaft durch kleine und mittelständische Betriebe geprägt. Nennenswerte Industrieunternehmen gibt es heute in den Bereichen Elektroindustrie und der Pappenherstellung. Durch die Ausweitung von Kur- und Pflegeeinrichtungen wächst zurzeit die Bedeutung der Gesundheitswirtschaft in Thalheim.

### Verkehrsanbindung
Thalheim liegt an der Bundesstraße 180, die die Verbindung mit der früheren Kreisstadt Stollberg sowie der Bundesautobahn 72 in westlicher Richtung einerseits und der Stadt Chemnitz in nordöstlicher Richtung andererseits herstellt. Die Staatsstraße 257 stellt die Hauptverkehrsader im Tal dar und folgt der Tallage in südwestlicher Richtung bis Zwönitz.
Über einen Eisenbahnanschluss verfügt die Stadt seit dem 15. November 1875 an der Bahnstrecke Chemnitz–Aue. Von September 2018 bis Januar 2022 war der Schienenverkehr aufgrund von Baumaßnahmen zur Einbindung in das Regionalstadtbahn-System Chemnitzer Modell eingestellt. Seit der Wiedereröffnung wird der Bahnhof durch die Linien C13 (Burgstädt – Chemnitz – Thalheim – Aue) und C14 (Mittweida – Chemnitz – Thalheim) bedient, womit eine halbstündliche Verbindung nach Chemnitz sowie eine stündliche Verbindung nach Burgstädt, Mittweida und Aue besteht.

### Bildung
- Grundschule Thalheim
- Oberschule Thalheim
- SPI Thalheim gGmbH (Berufliche Schule für Sozialwesen)

## Persönlichkeiten
- Erich Langer (1882–1932), Heimatdichter
- Rudolf Bilz (1898–1976), Psychiater, Psychotherapeut und Hochschullehrer, floh 1947 aus Thalheim nach Bamberg
- Anton Ackermann (1905–1973), Politiker (KPD/SED)
- Horst Gläß (1925–1995), Mundartsprecher
- Martin Vogler (1928–2015), Politiker (CDU), MdL, Bürgermeister von Thalheim (1990–1994)
- Marianne Martin (* 1935), Mundartsprecherin, Heimatdichterin und Fernsehmoderatorin
- Roland Unger (1941–2022), Maler und Kunstpädagoge
- Bernd Drechsel (1953–2017), Ringer, Dritter der Europameisterschaften 1975
- Ulf Mehlhorn (* 1968), Fußballspieler
- Marco Hösel (* 1980), mehrfacher Fahrradtrial-Weltmeister
- Max Neukirchner (* 1983), Motorradrennfahrer